# جابرووکی

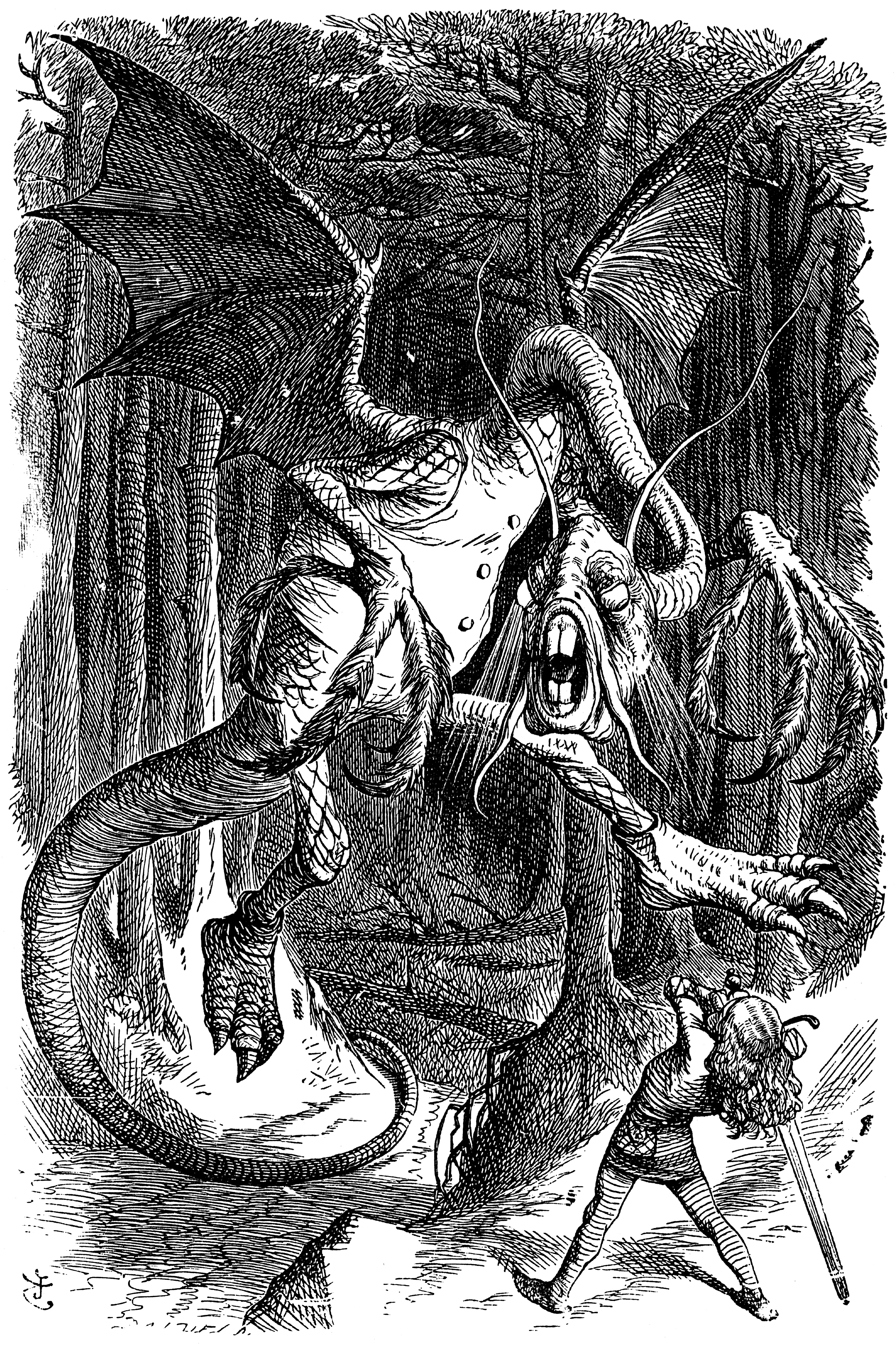
جابرووک، تصویرسازی توسط جان تنیل، ۱۸۷۱

«جابرووکی» (به انگلیسی: Jabberwocky) شعری جفنگ است که توسط لوئیس کارول در مورد قتل موجودی به نام «جابرووک» نوشته شده‌است. این کتاب در رمان او در سال ۱۸۷۱ آن‌سوی آینه و همان چیزی که آلیس در آنجا یافت، دنباله‌ای از ماجراهای آلیس در سرزمین عجایب (۱۸۶۵) بود. این کتاب از ماجراهای آلیس در دنیای پشت به رو از سرزمین آیینه می‌گوید.
در صحنه اولیه که او برای اولین بار با شخصیت‌های شطرنج پادشاه سفید و ملکه سفید روبرو می‌شود، آلیس کتابی را پیدا می‌کند که به زبانی غیرقابل توصیف نوشته شده‌است. پی می‌برد که او در حال گذر از دنیایی معکوس است، می‌داند که آیات موجود در صفحات به صورت آینه‌نویسی نوشته شده‌است. او آینه‌ای برای یکی از اشعار، در دست می‌گیرد و آیه منعکس‌شده «جابرووکی» را می‌خواند. او آیه احمقانه را به صورت سرزمین عجیب و غریب که خود به آن سرزمین غیرعادی منتقل شده و به همان اندازه گیج‌کننده است، پیدا می‌کند، که بعداً به عنوان منظره‌ای از رؤیاها آشکار شد.
«جابرووکی» یکی از بزرگترین شعرهای جفنگ است که به زبان انگلیسی سروده شده‌است. شوخ، زبان غریب کلمات بی‌معنی و نوواژههایی مانند: (galumphing) «برپیتاخ» (کوتاه‌شده: بر پیروزی تاختن) و (chortle) "خُرناش» (کوتاه‌شده: خرناس یواش) به انگلیسی داده‌است.

## مطالعه بیشتر
- آلاکای گوت، کارن. «کارول جابربوکی». مباشر، پاییز ۱۹۸۷. دوره ۴۶، شماره ۱.
- بورچرز، ملانیا. «یک تحلیل زبانی از شعر» جابرووکی «از لوئیس کارول». کارولین: مجله لوئیس کارول. پاییز ۱۳۸۸، شماره ۲۴، صص. 4-46. ISSN 1462-6519 ISSN ۱۴۶۲-۶۵۱۹.
- دولیتسکی، مارلن (۱۹۸۴). در زیر درخت تام‌تام: از مزخرفات تا معنا، مطالعه‌ای در مورد فهم غیرمستقیم.جی. بنجامینس پاپ شرکت آمستردام، فیلادلفیا
- گاردنر، مارتین (1999). The Annotated Alice: The Definitive Edition. نیویورک: دبلیو. دبلیو نورتون و شرکت.
- گرین، راجر لانکلین (۱۹۷۰). کتابچه راهنمای لویس کارول، «جابرووکی، و سایر تقلیدطنزآمیز»: داوسون از of پال مال، لندن
- Hofstadter, Douglas R. (1980). "Translations of Jabberwocky". Gödel, Escher, Bach: An Eternal Golden Braid. New York: Vintage Books. ISBN 0-394-74502-7.  Hofstadter, Douglas R. (1980). "Translations of Jabberwocky". Gödel, Escher, Bach: An Eternal Golden Braid. New York: Vintage Books. ISBN 0-394-74502-7.  Hofstadter, Douglas R. (1980). "Translations of Jabberwocky". Gödel, Escher, Bach: An Eternal Golden Braid. New York: Vintage Books. ISBN 0-394-74502-7.
- لوکاس، پیتر جی. (۱۹۹۷). «جابرووکی به انگلیسی قدیم: مزخرفات، آنگلوساکسون و آکسفورد» در تاریخ زبان و الگوسازی زبانی. شابک ‎۹۷۸−۳−۱۱−۰۱۴۵۰۴−۵ شابک 978-3-11-014504-5.
- ریچاردز، فران. «ساختار شاعرانه جابرووکی». جابرووکی: مجله انجمن لوئیس کارول. ۸: ۱ (۱۹۷۸/۷۹): ۱۶–۱۹.